# Cercocebus
Cercocebus es un género de primates catarrinos de la familia Cercopithecidae que incluye seis especies africanas conocidas con el nombre común de mangabeys de párpados blancos.

## Especies
- Género Cercocebus[1]
  - Cercocebus agilis
  - Cercocebus atys
  - Cercocebus chrysogaster
  - Cercocebus lunulatus
  - Cercocebus galeritus
  - Cercocebus sanjei
  - Cercocebus torquatus